# Gabriele Rangoni
Gabriele Rangoni o Rangone (Chiari, 1410 - Roma, 27 de septiembre de 1486) fue un cardenal y arzobispo católico italiano.

## Biografía
Era hijo natural de Guido I Rangoni, de una familia noble, en la infancia siguió a sus padres a Verona. En 1437 ingresó a la Orden de Frailes Menores de la Provincia de Venecia.
En el período comprendido entre 1451 y 1479 fue un predicador activo en Austria, Bohemia y Polonia. Incluso antes de 1456 fue colaborador de Juan Capistrano, futuro santo. Fue nombrado vicario de la provincia austriaca de la orden franciscana. En 1460 fue inquisidor en Bohemia contra los husitas. También ocupó cargos diplomáticos: fue consejero del rey Matías Corvino y alrededor de 1470 el papa Pablo III le pidió que fomentara la reconciliación entre los reyes de Polonia y Hungría con respecto al Reino de Bohemia.
Fue elegido obispo de Transilvania el 16 de diciembre de 1472. En 1474 el rey de Hungría lo propuso como obispo de Eger, sede al que fue transferido por la Sede Apostólica el 24 de abril de 1475. Ya en 1475, el rey de Hungría también apoyó su nombramiento como cardenal.
En el consistorio del 10 de diciembre de 1477, el papa Sixto IV lo elevó a la dignidad de cardenal y el 12 de diciembre del mismo año fue publicado con la diaconía de los santos Sergio y Baco elevado al título cardenalicio pro illa vice.
Llegó a Roma en 1479, en 1480 fue enviado a Nápoles como legado, para apoyar la guerra contra los turcos, que se libró en Otranto. En octubre de 1481 regresó a Roma.
Participó en el cónclave de 1484 que eligió como papa a Inocencio VIII.
Murió en Roma y fue enterrado en la capilla de San Bonaventura, que había patrocinado, en la Basílica de Santa María en Aracoeli.